# Jeffreyston
Jeffreyston è un centro abitato del Galles, situato nella contea del Pembrokeshire.